# Jakob Silfverberg
Jakob Erik Silfverberg (* 13. října 1990, Gävle) je švédský lední hokejista, který nastupuje především na postu křídelního útočníka. V současnosti hraje za americký klub Anaheim Ducks. Se švédskou reprezentací získal stříbrnou medaili na olympijských hrách v roce 2014 a stejně tak stříbro si přivezl z mistrovství světa v roce 2011. Má též bronz ze Světového poháru 2016 a z mistrovství světa juniorů 2010. Hrál též na MS 2012 a MS 2023, kde tým vedl jako kapitán. Švédskou nejvyšší soutěž hrál za Brynäs IF. V roce 2012 byl vyhlášen nejlepším hráčem švédské ligy (ocenění Zlatý puk) a stal se i nejproduktivnějším hráčem ligy (Zlatá helma). Od roku 2012 působí v severoamerické NHL, kde hrál nejprve za Ottawa Senators a od roku 2013 je hráčem Anaheimu. V roce 2019 podepsal s Anaheimem další pětiletý kontrakt. K 28. 1. 2024 byla jeho bilance v základní části NHL: 785 utkání, 364 kanadských bodů, 166 gólů, ve vyřazovací části (Stanleyově poháru) pak 69 zápasů, 45 bodů, 18 branek. Jeho otec Jan-Erik Silfverberg byl rovněž švédským hokejovým reprezentantem.